# Зірка-Ідо (символ)

Прапор мови Ідо

Зірка Ідо — символ мови Ідо. Це шестипроменева зірка, вершини якої означають шість мов, з яких було створено мову Ідо: англійську, французьку, німецьку, іспанську, італійську та російську мови. Також вершини символізують 6 континентів: Азію, Америку, Африку, Європу, Австралію та Океанію. 
Спочатку емблема була шестипроменевою білою зіркою на синьому фоні. Ця зірка складалася з двох рівносторонніх трикутників, рівних, концентричних та обернених. Багато виступило проти шестипроменевої зірки, бо був схожий на релігійний символ євреїв . Інакше вважалося густим і грубим. З цієї причини зірка була злегка модифікована, надаючи їй більш гострі вершини та більш елегантну форму. 
Але цю зірку також критикували. Було сказано, що це занадто проста фігура, зовсім не характерна, як п'ятипроменева зелена зірка есперантистів, що це знаки різних компаній, багатьох товариств, і що її використовують особливо американці.  За рік шукали більш підходящу фігуру, і серед проєктів найбільш помітною була фігура, придумана віце-секретарем Академії Ідо Полом де Янко . Насправді вона унікальна і має перевагу бути зареєстрованою та захищеною міжнародними законами про авторські права. 